# Orlando Ward
Orlando Ward (Macon, 4 novembre 1891 – Denver, 4 febbraio 1972) è stato un generale statunitense, noto in particolar modo per il suo poco felice periodo di comando della 1ª Divisione corazzata degli Stati Uniti nella campagna di Tunisia, durante la seconda guerra mondiale.

## Biografia

### I primi anni e l'inizio della carriera
Orlando Ward si diplomò presso West Point nel 1914. Il suo primo incarico fu come tenente di cavalleria all'interno del U.S. 9th Cavalry Regiment, incaricato di pattugliare i confini tra Arizona e Nuovo Messico. Egli fece successivamente parte delle truppe del generale Pershing nella spedizione contro Pancho Villa in Messico, ottenendo in quell'occasione la Mexican Service Medal.
Riconoscendo che il cavallo avrebbe avuto poco futuro nell'esercito, egli iniziò ad interessarsi di artiglieria ed entrò in questa arma. Scoppiata la prima guerra mondiale, prese parte alla Seconda battaglia della Marna, ove condusse con energia il suo reparto del 2º battaglione/U.S. 10th Field Artillery Regiment e mantenne in azione la propria posizione sino al ritiro dei tedeschi, ottenendo la Silver Star per il valore dimostrato.
Durante il periodo tra le due guerre, egli continuò a rimanere in servizio nell'artiglieria campale, ma venne assegnato ai corpi di riserva come istruttore presso l'Università di Wisconsin-Madison (dove Charles Lindbergh era studente). Egli divenne anche istruttore presso la United States Army Field Artillery School a Fort Sill, dove assieme ad altri esperti elaborò delle tecniche per migliorare l'artiglieria americana che sarebbe di lì a poco entrata in azione nella seconda guerra mondiale.

### La seconda guerra mondiale
Con l'inizio della seconda guerra mondiale, Ward venne nominato Segretario del Capo di Stato maggiore generale dell'esercito americano, generale George Marshall, assistendolo nel grandioso programma di potenziamento dell'esercito al fine di renderlo in grado di dare il colpo decisivo all'Asse, in aiuto agli altri paesi alleati. Egli lavorò a stretto contatto con i generali Walter Bedell Smith e Omar Nelson Bradley.
Egli lasciò questo incarico (e venne promosso Maggiore Generale) per divenire il secondo comandante della 1ª Divisione corazzata statunitense. Egli diresse quindi l'impiego della divisione nell'Atlantico e nel Nord Africa, prendendo parte all'Operazione Torch.
Le prime azioni della 1st Armored sotto il suo comando non furono molto felici in quanto le più esperte formazioni corazzate tedesche mostrarono spesso maggiore preparazione e capacità degli americani. Dopo la sconfitta a Tebourba, nella notte tra il 10 e l'11 dicembre 1942, durante la ritirata da Medjez el Bab, gran parte dei veicoli americani, finirono in un terreno impraticabile e andarono persi.

#### La Battaglia del passo di Kasserine
Durante la Battaglia del passo di Kasserine, la prima grande battaglia tra americani e tedeschi durante la seconda guerra mondiale, elementi della 1st Armored Division vennero inviati a contrastare le offensive nemiche. Parzialmente a causa dell'imperizia del generale britannico Kenneth Anderson e del generale statunitense Fredendall, la divisione venne malamente schierata ed impiegata in modo frammentario, subendo una prima pesante sconfitta contro le Panzer-Divisionen a Sidi Bou Zid. Anche il generale Ward fu responsabile del fallimento delle operazioni e la 1st Armored Division subi dure perdite mentre alcuni suoi comandanti diedero prova di una notevole inesperienza, di fronte alle tattiche tedesche.

### La fine della Campagna di Tunisia
Dopo la rotta di Sidi Bou Zid e di Kasserine, Ward iniziò ad essere estremamente cauto nel battersi con le forze tedesche e l'energico generale Patton (succeduto a Fredendall alla testa del 2º Corpo d'armata) intervenne spesso per sollecitare un maggiore spirito offensivo. Impaziente sull'impiego della 1st Armored, Patton prese l'insolita decisione di ordinare tassativamente al generale Ward di condurre un assalto notturno ad una collina tatticamente importante che fornisse agli americani un punto di forza. L'attacco ebbe successo e il generale Ward rimase lievemente ferito negli scontri, venendo pertanto insignito del Purple Heart, di una nuova Silver Star, e della Distinguished Service Cross, malgrado il generale Mark Clark avesse tentato di screditarne la reputazione. Alla fine, tuttavia, il generale Harold Alexander, comandante del 18º Gruppo d'armate in Tunisia, sostituì Ward nel suo incarico.
Ritornato negli Stati Uniti, Ward fu per breve tempo capo dell'artiglieria campale dell'esercito statunitense prima di tornare a combattere con la 20ª Divisione corazzata statunitense in Baviera.

### La carriera dopo la guerra
Dopo la seconda guerra mondiale, Ward ebbe due incarichi importanti: per primo venne posto a capo della 6th Infantry Division in servizio in Corea (prima della guerra coreana), e poi fu capo del dipartimento di storia militare ove supervisionò la produzione del famoso "Green Books," il libro ufficiale della storia della seconda guerra mondiale secondo l'esercito americano.